# Linea Keiō

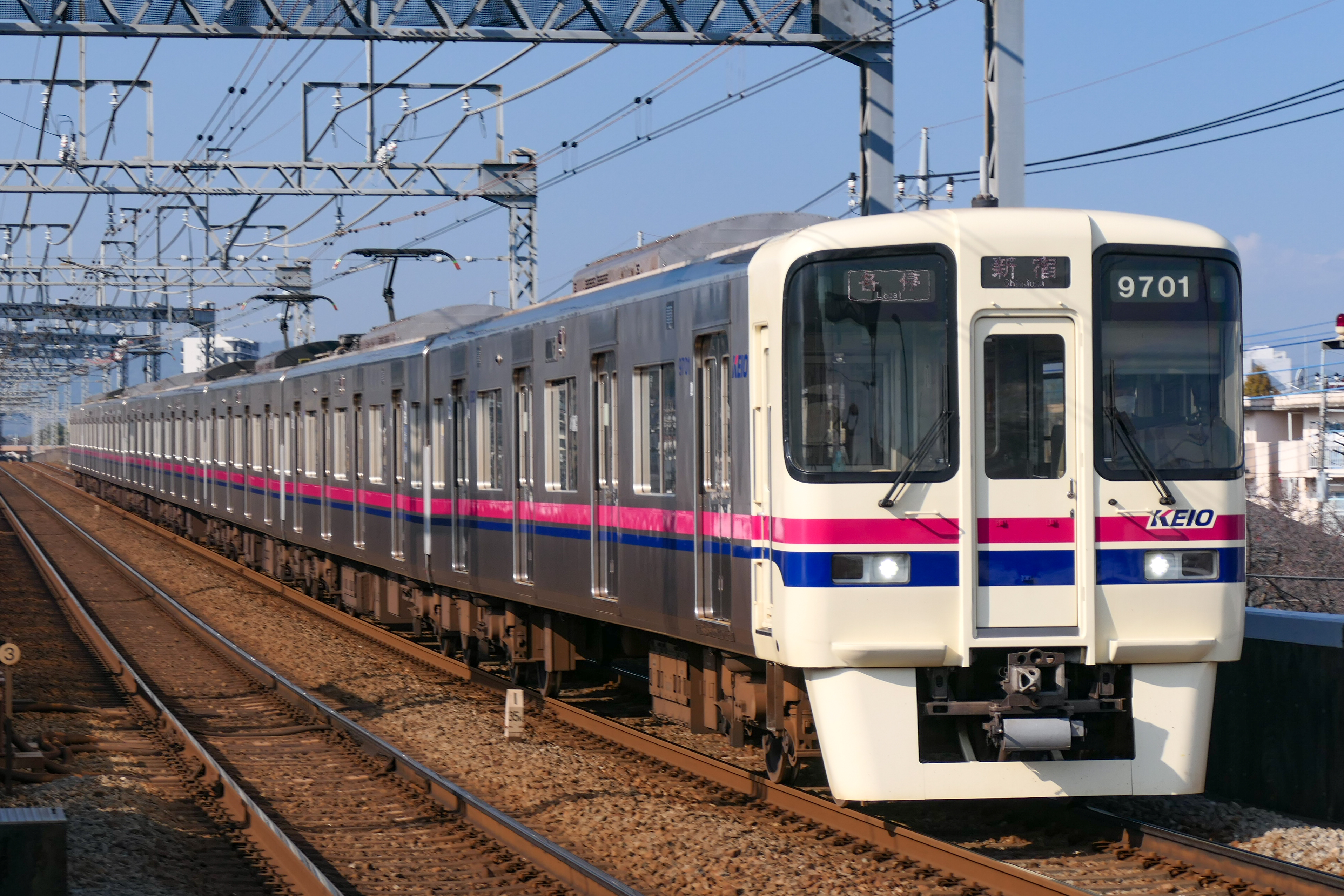
Un treno della serie Keio 9000 sulla linea Keiō

La Linea Keiō (京王線?, Keiō sen) è una linea ferroviaria giapponese di 37,9 km posseduta e gestita dalla Keiō Corporation. Collega la stazione di Shinjuku a Tokyo con la città satellite di Hachiōji a ovest. Lungo la linea ci sono diverse linee che afferiscono a quella principale. In occasione di eventi particolari quali spettacoli pirotecnici, fioritura dei ciliegi o festival, alcuni treni possono modificare lo schema delle fermate.

## Caratteristiche della linea
- Lunghezza totale: 37,9 km
- Scartamento: 1372 mm
- Numero di stazioni: 32 (inclusi i capolinea ed escluse le diramazioni)
- Binari:
  - Sezione a doppio binario: Sasazuka - Keiō-Hachiōji (34,3 km)
- Elettrificazione: 1500 V CC
- Sistema di blocco: ATC con controllo elettronico della velocità
- Velocità massima: 110 km/h
- Minimo raggio di curvatura: 110 m (all'interno della stazione di Shinjuku)

## Storia
La prima sezione, fra Shinjuku e Chōfu, aprì nel 1913. L'estensione sino a Higashi-Hachiōji (ora Keiō-Hachiōji) venne completata da una compagnia sussidiaria, la Ferrovia elettrica Gyokunan, nel 1925. Questa estensione tuttavia venne costruita con lo scartamento ridotto di 1067 mm, rendendo necessaria la ricostruzione dei binari a 1372 mm nel 1928.

## Percorso
Sulla linea si trovano diversi tipi di servizi:
- Locale (各停?, kakutei): ferma in tutte le stazioni (indicato con L)
- Rapido (快速?, kaisoku): (indicato con R)
- Semiespresso (区間急行?, Kukan kyūkō): (indicato con SE)
- Espresso (急行?, kyūkō): (indicato con E)
- Semiespresso Speciale (準特急?, juntokkyū): (indicato con SES)
- Espresso speciale (特急?, tokkyū) (indicato con ES)
- Keio Liner (京王ライナー?, Keiō rainā) (indicato con KL)
- ● indica che il treno ferma
- ▲ indica che si fermano solo alcuni convogli.

| Numero | Stazione            | Giapponese   | L | R  | SE | E  | SES | ES | KL | Collegamenti | Posizione |
| ------ | ------------------- | ------------ | - | -- | -- | -- | --- | -- | -- | --- | --------- |
|        | Shinjuku            | 新宿         | ● | ●  | ●  | ●  | ●   | ●  | ●  | Linea Shinjuku Linea Ōedo Linea Marunouchi ■ Linea Saikyō ■ Linea Shōnan-Shinjuku ■ Linea Yamanote ■ Linea Chūō ■ Linea Chūō-Sōbu ■ Linea Chūō Rapida ● Linea Odakyū Odawara Nuova linea Keiō | Shinjuku  |
|        | Sasazuka            | 笹塚         | ● | ●  | ●  | ●  | ●   | ｜ | ｜ | Nuova linea Keiō |           |
|        | Daitabashi          | 代田橋       | ● | ｜ | ｜ | ｜ | ｜  | ｜ | ｜ | | Setagaya  |
|        | Meidaimae           | 明大前       | ● | ●  | ●  | ●  | ●   | ●  | ｜ | Linea Keiō Inokashira | Setagaya  |
|        | Shimo-Takaido       | 下高井戸     | ● | ●  | ｜ | ｜ | ｜  | ｜ | ｜ | Linea Tōkyū Setagaya | Setagaya  |
|        | Sakurajōsui         | 桜上水       | ● | ●  | ●  | ●  | ｜  | ｜ | ｜ | | Setagaya  |
|        | Kami-Kitazawa       | 上北沢       | ● |    | ｜ | ｜ | ｜  | ｜ | ｜ | | Setagaya  |
|        | Hachiman-yama       | 八幡山       | ● | ●  | ｜ | ｜ | ｜  | ｜ | ｜ | | Suginami  |
|        | Roka-kōen           | 芦花公園     | ● | ｜ | ｜ | ｜ | ｜  | ｜ | ｜ | | Setagaya  |
|        | Chitose-Karasuyama  | 千歳烏山     | ● | ●  | ●  | ●  | ●   | ｜ | ｜ | | Setagaya  |
|        | Sengawa             | 仙川         | ● | ●  | ●  | ｜ | ｜  | ｜ | ｜ | | Chōfu     |
|        | Tsutsujigaoka       | つつじヶ丘   | ● | ●  | ●  | ●  | ｜  | ｜ | ｜ | | Chōfu     |
|        | Shibasaki           | 柴崎         | ● | ｜ | ｜ | ｜ | ｜  | ｜ | ｜ | | Chōfu     |
|        | Kokuryō             | 国領         | ● | ｜ | ｜ | ｜ | ｜  | ｜ | ｜ | | Chōfu     |
|        | Fuda                | 布田         | ● | ｜ | ｜ | ｜ | ｜  | ｜ | ｜ | | Chōfu     |
|        | Chōfu               | 調布         | ● | ●  | ●  | ●  | ●   | ●  | ｜ | Linea Keiō Sagamihara | Chōfu     |
|        | Nishi-Chōfu         | 西調布       | ● | ●  | ｜ | ｜ | ｜  | ｜ | ｜ | | Chōfu     |
|        | Tobitakyū           | 飛田給       | ● | ●  | ｜ | ｜ | ▲   | ▲  | ｜ | | Chōfu     |
|        | Musashinodai        | 武蔵野台     | ● | ●  | ｜ | ｜ | ｜  | ｜ | ｜ | Linea Seibu Tamagawa | Fuchū     |
|        | Tama-Reien          | 多磨霊園     | ● | ●  | ｜ | ｜ | ｜  | ｜ | ｜ | | Fuchū     |
|        | Higashi-Fuchū       | 東府中       | ● | ●  | ●  | ●  | ▲   | ▲  | ｜ | Linea Keiō Keibajō | Fuchū     |
|        | Fuchū               | 府中         | ● | ●  | ●  | ●  | ●   | ●  | ●  | | Fuchū     |
|        | Bubaigawara         | 分倍河原     | ● | ●  | ●  | ●  | ●   | ●  | ●  | ■ Linea Nambu | Fuchū     |
|        | Nakagawara          | 中河原       | ● | ●  | ●  | ｜ | ｜  | ｜ | ｜ | | Fuchū     |
|        | Seiseki-Sakuragaoka | 聖蹟桜ヶ丘   | ● | ●  | ●  | ●  | ●   | ●  | ●  | | Tama      |
|        | Mogusaen            | 百草園       | ● | ●  | ●  | ｜ | ▲   | ｜ | ｜ | | Hino      |
|        | Takahatafudō        | 高幡不動     | ● | ●  | ●  | ●  | ●   | ●  | ●  | Linea Keiō Dōbutsuen Monorotaia Tama Toshi | Hino      |
|        | Minamidaira         | 南平         | ● | ●  | ●  | ｜ | ｜  | ｜ | ｜ | | Hino      |
|        | Hirayamajōshi-kōen  | 平山城址公園 | ● | ●  | ●  | ｜ | ｜  | ｜ | ｜ | | Hino      |
|        | Naganuma            | 長沼         | ● | ●  | ●  | ｜ | ｜  | ｜ | ｜ | | Hachiōji  |
|        | Kitano              | 北野         | ● | ●  | ●  | ●  | ●   | ●  | ●  | Linea Keiō Takao | Hachiōji  |
|        | Keiō-Hachiōji       | 京王八王子   | ● | ●  | ●  | ●  | ●   | ●  | ●  | Stazione di Hachiōji: ■ Linea principale Chūō ■ Linea Hachikō ■ Linea Yokohama | Hachiōji  |

## Materiale Rotabile

### Keiō Corporation
- Serie 9000 (dal 2001)
- Serie 8000 (dal 1992)
- Serie 7000 (dal 1984)
- Serie 5000 (dal 2017)

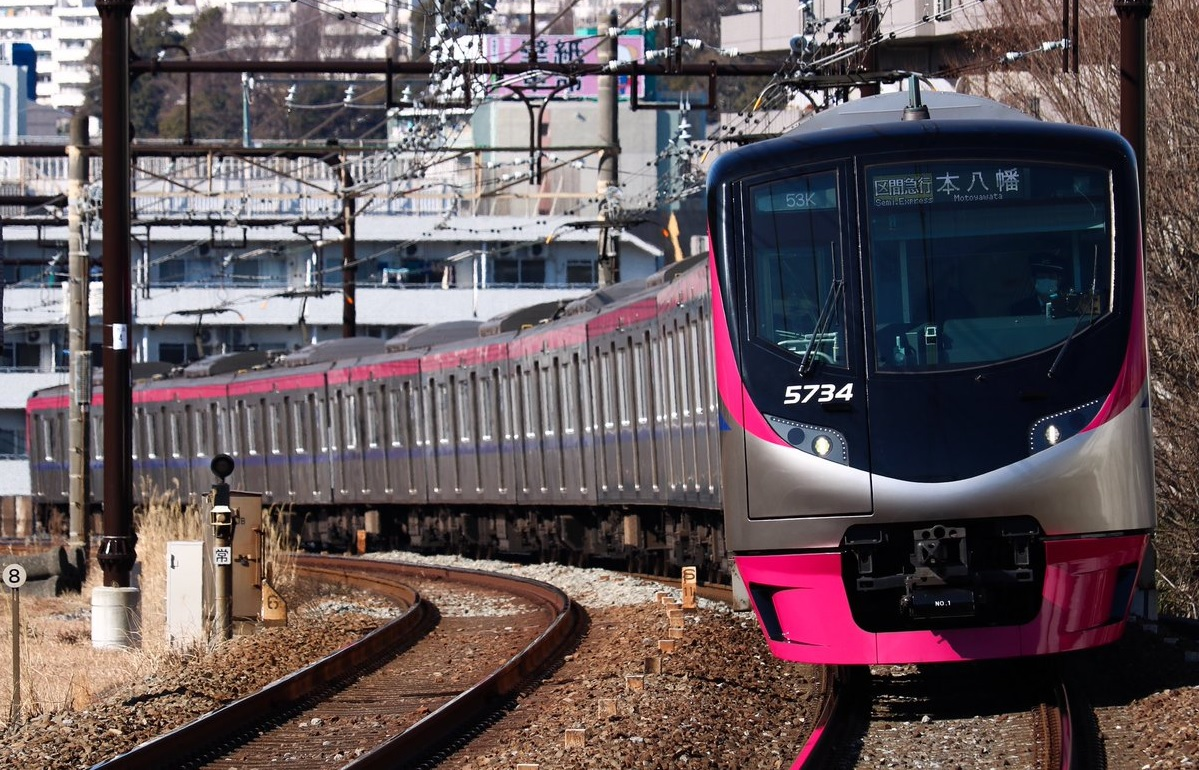
Serie 5000
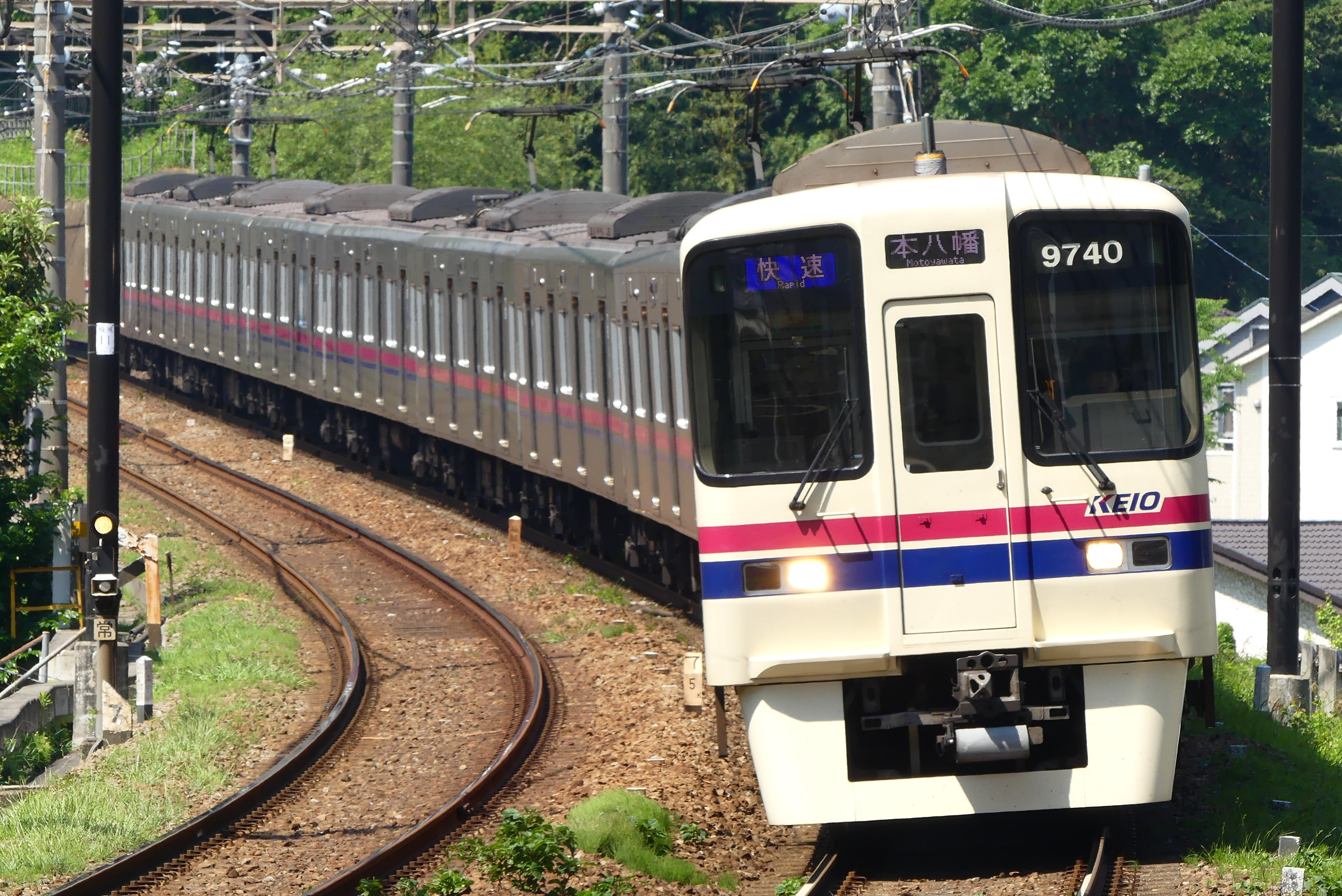
Serie 9000
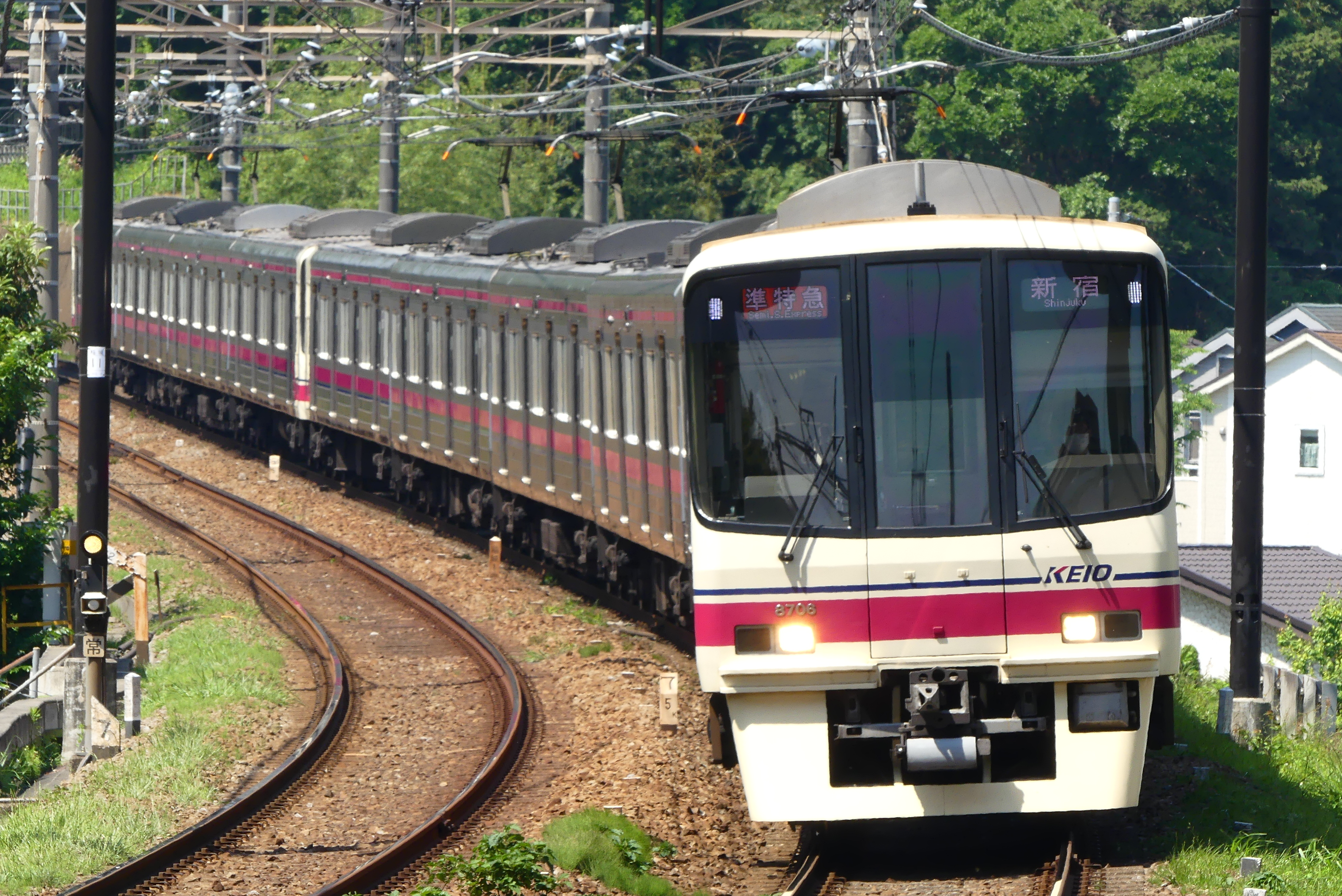
Serie 8000
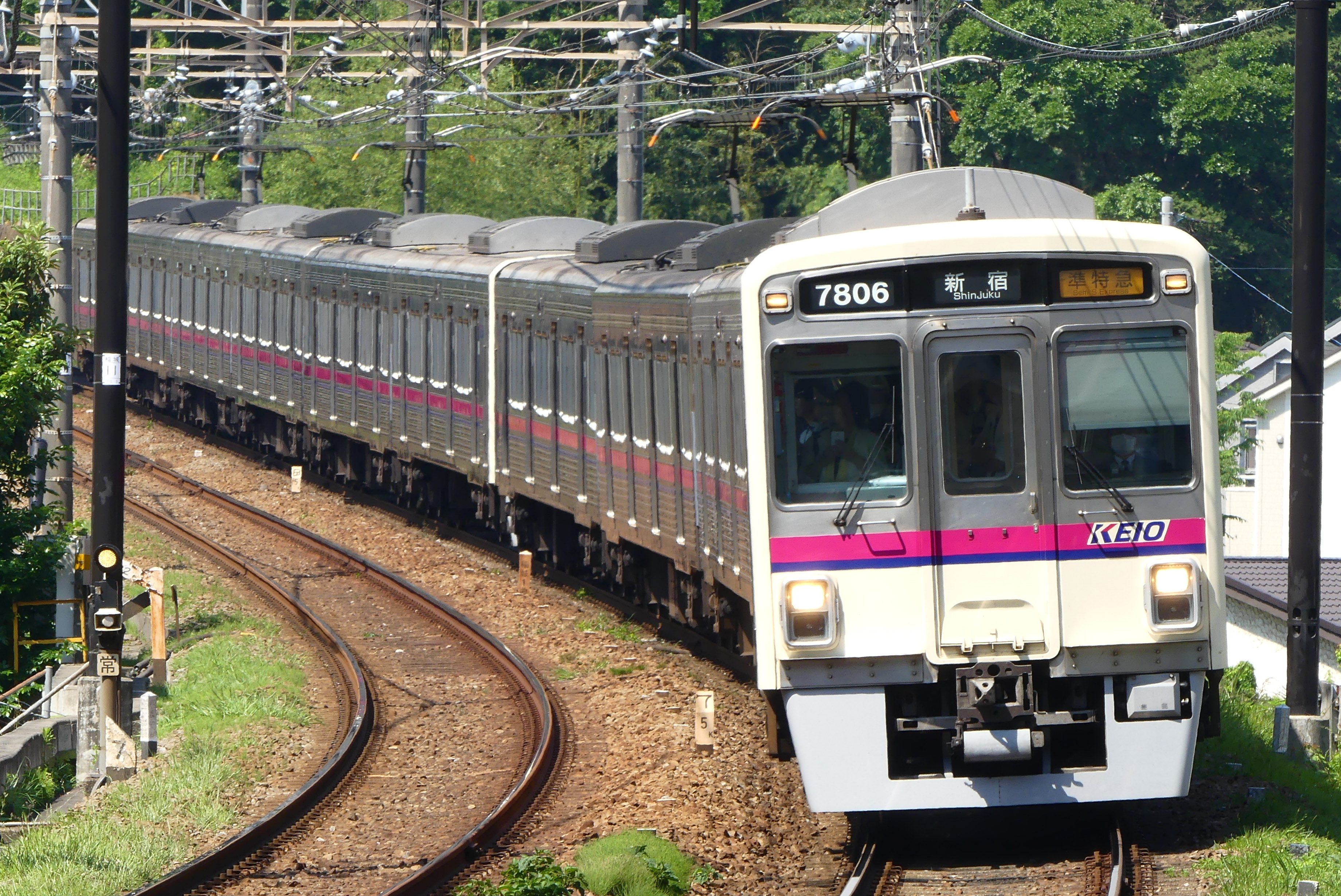
Serie 7000

### Toei
- Serie 10-300

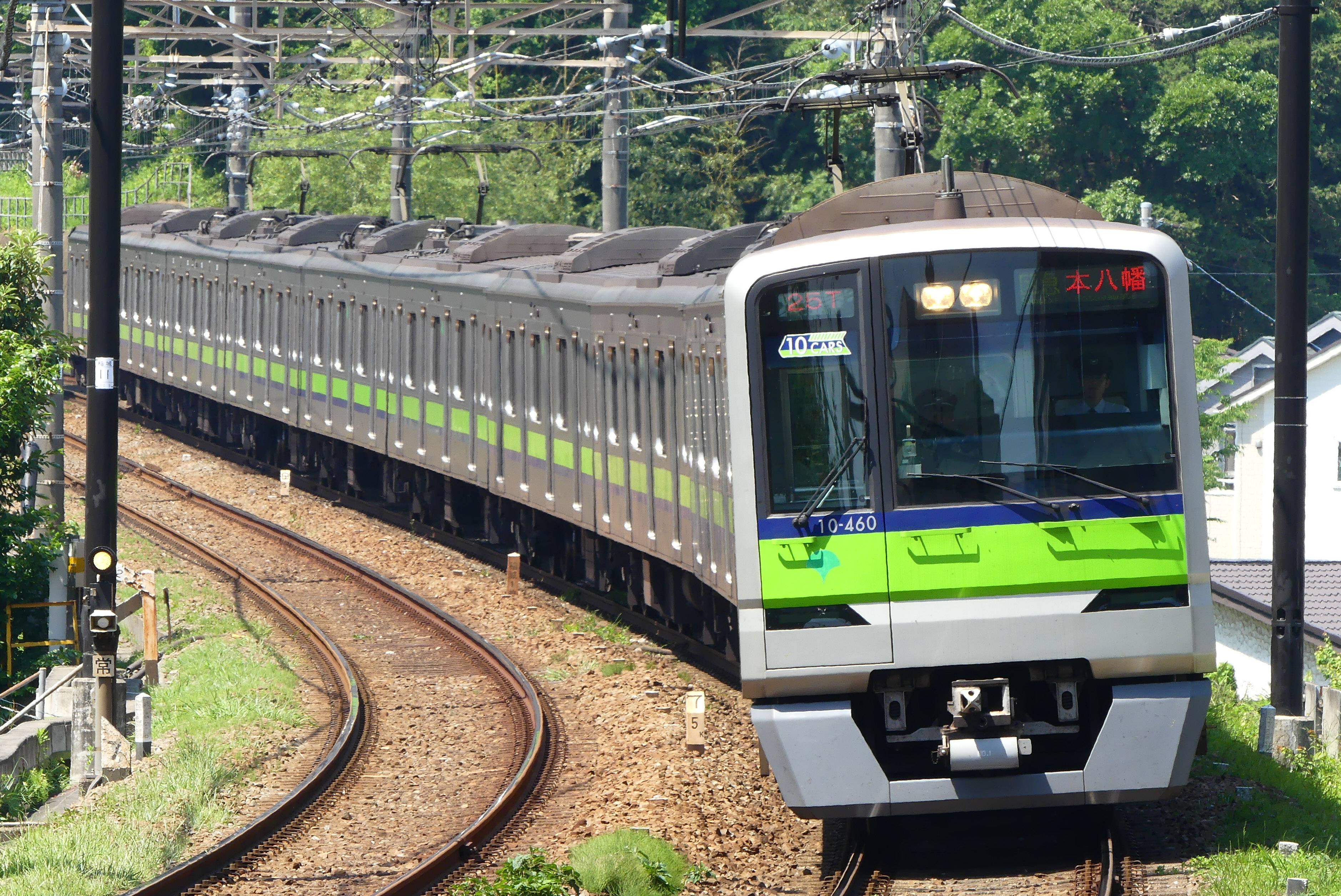
Serie 10-300 (secondo lotto)
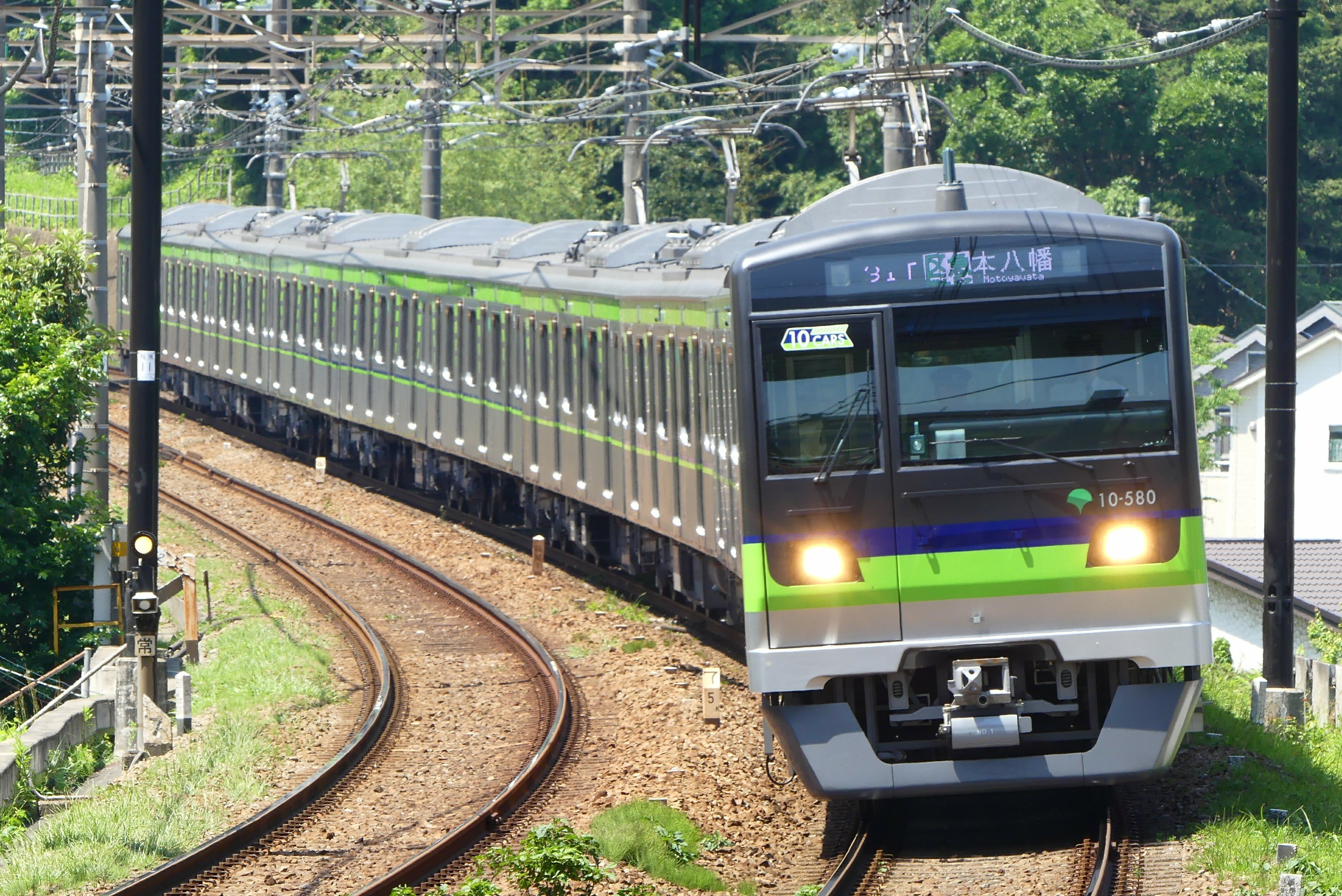
Serie 10-300 (terzo lotto)